# Diex
Diex (slovenska: Djekše) är en ort och kommun i Österrike. Den ligger i distriktet Völkermarkt i förbundslandet Kärnten, 210 km sydväst om huvudstaden Wien. 
Kommunen består av sju orter (Ortschaften) (inom parentes invånarantal 1 januari 2024):

- Bösenort (62)
- Diex (385)
- Grafenbach (107)
- Großenegg (40)
- Haimburgerberg (130)
- Michaelerberg (1)
- Obergreutschach (64)